# Sandra Giménez
Sandra Daniela Giménez (2 de septiembre de 1967, Jardín América, provincia de Misiones) es una política, médica docente y abogada argentina. Fue la segunda vicegobernadora mujer de la provincia de Misiones entre los años 2007 y 2011. También fue elegida senadora nacional por Misiones para el período 2011–2017 y diputada provincial.

## Biografía
Sandra Giménez cursó sus estudios secundarios en la Escuela de Comercio N.º 2 de su ciudad natal, Jardín América, obteniendo el título de Perito Mercantil en 1984. Al año siguiente se dirigió a la ciudad Corrientes, donde empezó a estudiar la carrera de Medicina. Allí se especializó en cirugía, donde recibió su título en 1991. El año posterior comenzó otra especialización, en pediatría, hasta 1996, año en que finalizó sus estudios de grado en la Facultad de Medicina de la Universidad Nacional del Nordeste. Ese mismo año ingresa al Hospital Ramón Madariaga de Posadas, como médica del servicio de neonatología.
Está casada con el médico Germán Bezus, quién también se desempeña como funcionario público, con quien tuvo 3 hijos.

## Carrera política
Desde 1996 hasta 1998 se desempeñó como subsecretaria de la Mujer y la Familia del gobierno ejecutivo de la provincia de Misiones, en ese entonces a cargo de Ramón Puerta. Al finalizar su gestión fue designada Directora Ejecutiva del Hospital Público Provincial de Pediatría de Autogestión hasta 2003.
En 2003, es electa por los siguientes cuatro años Diputada Provincial de Misiones, por el Frente Renovador de la Concordia. En 2007 es designada por el presidente de su partido, Carlos Rovira Presidenta del Comité Legislativo del partido Frente Renovador de la Concordia Social. Desde ese año también ocupó el cargo de vicegobernadora de la provincia de Misiones.
En 2011, en los comicios nacionales fue elegida Senadora Nacional por la provincia de Misiones, integrando el bloque del Frente para la Victoria. Más tarde se separaría del mismo y formaría el monobloque Misiones.